# Mannenmarathon van Tokio 1992
De Mannenmarathon van Tokio 1992 werd gelopen op zondag 9 februari 1992. Het was de 13e editie van de Tokyo International Marathon. Aan deze wedstrijd mochten alleen mannelijke elitelopers deelnemen. De Japanner Koichi Morishita kwam als eerste over de streep in 2:10.19.

## Uitslagen
| rang   | naam                | land | tijd    |
| ------ | ------------------- | ---- | ------- |
| Goud   | Koichi Morishita    | JPN  | 2:10.19 |
| Zilver | Takeyuki Nakayama   | JPN  | 2:10.25 |
| Brons  | Toshiyuki Hayata    | JPN  | 2:10.37 |
| 4      | Maurilio Castillo   | MEX  | 2:11.03 |
| 5      | Tomio Sueyoshi      | JPN  | 2:11.17 |
| 6      | Futoshi Shinohara   | JPN  | 2:11.34 |
| 7      | Masayuki Nishi      | JPN  | 2:13.25 |
| 8      | Isamu Sennai        | JPN  | 2:13.37 |
| 9      | Hugh Jones          | ENG  | 2:13.57 |
| 10     | Koichi Takahashi    | JPN  | 2:14.39 |
| 11     | Vladimir Kotov      | BLR  | 2:14.44 |
| 12     | Keita Fujino        | JPN  | 2:15.17 |
| 13     | Toru Mimura         | JPN  | 2:15.26 |
| 14     | Gyula Borka         | HUN  | 2:15.37 |
| 15     | Kozo Akutsu         | JPN  | 2:15.40 |
| 16     | Ali Jumbe           | TAN  | 2:16.34 |
| 17     | John Mukumbi        | KEN  | 2:16.53 |
| 18     | Katsumi Kitajima    | JPN  | 2:17.21 |
| 19     | Masaki Oya          | JPN  | 2:18.03 |
| 20     | Toshihiro Shibutani | JPN  | 2:18.30 |
| 21     | Hisatoshi Shintaku  | JPN  | 2:20.34 |
| 22     | Karel David         | TCH  | 2:20.47 |

Tokyo International Marathon (alleen mannen)

1981 · 1982 · 1983 · 1984 · 1985 · 1986 · 1987 · 1988 · 1989 · 1990 · 1991 · 1992 · 1993 · 1994 · 1995 · 1996 · 1997 · 1998 · 1999 · 2000 · 2001 · 2002 · 2003 · 2004 · 2005 · 2006

Tokyo International Women's Marathon (alleen vrouwen)

1979 · 1980 · 1981 · 1982 · 1983 · 1984 · 1985 · 1986 · 1987 · 1988 · 1989 · 1990 · 1991 · 1992 · 1993 · 1994 · 1995 · 1996 · 1997 · 1998 · 1999 · 2000 · 2001 · 2002 · 2003 · 2004 · 2005 · 2006 · 2007 · 2008

Tokyo Marathon (beide)

2007 · 2008 · 2009 · 2010 · 2011 · 2012 · 2013 · 2014 · 2015 · 2016 · 2017 · 2018 · 2019 · 2020 · 2021 · 2022 · 2023 · 2024